# Romano Floriani Mussolini
Romano Benito Floriani Mussolini (ur. 27 stycznia 2003 w Rzymie) – włoski piłkarz grający na pozycji obrońcy w klubie S.S. Lazio.

## Kariera juniorska
Floriani Mussolini grał jako junior w AS Romie (do 2016), S.S. Lazio (2016–2023) i w 2018 na wypożyczeniu w Vigor Perconti.

## Kariera seniorska

### S.S. Lazio
Floriani Mussolini podpisał seniorski kontrakt z S.S. Lazio w marcu 2021.

### Delfino Pescara 1936
Floriani Mussolini został wypożyczony do Delfino Pescara 1936 3 sierpnia 2023. Zadebiutował u nich 19 września 2023 w meczu z Sestri Levante (2:1). Pierwszą asystę zanotował 5 grudnia 2023 w wygranym 5:0 spotkaniu przeciwko US Città di Pontedera. Ze swoją drużyną wywalczył awans do baraży o Serie B. W nich Pescara odpadła po fazie grupowej. Łącznie rozegrał dla nich 32 mecze, nie strzelił żądnego gola, zanotował dwie asysty.

### SS Juve Stabia
Floriani Mussolini trafił na wypożyczenie do SS Juve Stabia 5 lipca 2024. Debiut dla nich zaliczył 4 sierpnia 2024 w przegranym 1:3 spotkaniu Pucharu Włoch przeciwko US Avellino 1912, zanotował wtedy też asystę. Pierwszego gola strzelił 22 grudnia 2024 w meczu z Cesena FC (1:0). Kiedy celebrował swojego gola, spiker wykrzyczał siedem razy jego imię (Romano), fani Juve Stabia dodawali do tego „Mussolini”, część z nich wykonywała wówczas faszystowskie saluty. Ze swoją drużyną wywalczył awans do baraży o Serie A. W ćwierćfinale pokonali Palermo FC (1:0), natomiast odpadli po półfinałowym dwumeczu z US Cremonese (2:1; 0:3). Ostatecznie w barwach SS Juve Stabia Floriani Mussolini wystąpił 37 razy i zdobył jedną bramkę.

## Statystyki

### Klubowe
(aktualne na dzień 26 czerwca 2025)
| Klub                 | Sezon              | Liga               | Liga  | Liga   | Puchar kraju | Puchar kraju | Puchar ligi | Puchar ligi | Inne  | Inne   | Suma  | Suma   |
| Klub                 | Sezon              | Liga               | Mecze | Bramki | Mecze        | Bramki       | Mecze       | Bramki      | Mecze | Bramki | Mecze | Bramki |
| -------------------- | ------------------ | ------------------ | ----- | ------ | ------------ | ------------ | ----------- | ----------- | ----- | ------ | ----- | ------ |
| Delfino Pescara 1936 | 2023/24            | Serie C            | 26    | 0      | 0            | 0            | 4           | 0           | 2     | 0      | 32    | 0      |
| Delfino Pescara 1936 | Ogólnie            | Ogólnie            | 26    | 0      | 0            | 0            | 4           | 0           | 2     | 0      | 32    | 0      |
| SS Juve Stabia       | 2024/25            | Serie B            | 33    | 1      | 1            | 0            | –           | –           | 3     | 0      | 37    | 1      |
| SS Juve Stabia       | Ogólnie            | Ogólnie            | 33    | 1      | 1            | 0            | 0           | 0           | 3     | 0      | 37    | 1      |
| Ogólnie w karierze   | Ogólnie w karierze | Ogólnie w karierze | 59    | 1      | 1            | 0            | 4           | 0           | 5     | 0      | 69    | 1      |

## Życie osobiste
Romano Floriani Mussolini jest synem działaczki politycznej Alessandry Mussolini, wnukiem włoskiego pianisty Romana Mussoliniego i prawnukiem włoskiego faszystowskiego dyktatora Benita Mussoliniego.